# Яннок, София
Брита Марет София Яннок (швед. Brita Maret Sofia Jannok; род. 15 сентября 1982, Арвидсьяур) — шведско-саамская певица, поющая в жанрах йойк, поп, рэп и джаз. Поёт обычно на северносаамском языке. 

## Биография
София родилась 15 сентября 1982-го года в общине Арвидсьяур. В средней школе она переводила песни и стихи со шведского языка на северносаамский. Уже к 12 годам побеждала на конкурсах талантов.

### Карьера
София изначально была, вместе с Анной Керсстедт, участницей дуэта «Sofia och Anna». Она выступала в интервал-акте на конкурсе «Melodifestivalen» 2009-го года, с песней «Waterloo», исполненной на саамском языке (название песни на саамском — «Čáhcceloo). 30 июня 2009-го года была ведущей ток-шоу на Sveriges Radio P1. 15 сентября 2009-го года она исполнила песню «Samelands vidder» на открытии здания Риксдага в Стокгольме. София была дважды номинирована на премию «Грэммис» в 2010-ом и 2014-ых годах.

### Активизм
София активистирует в областях природы, экологии, колониализма, геноцида и расизма. В социальных сетях она неоднократно выступала против создания горнодобывающей промышленности в Лапландии и проводила кампании по защите природы. Она выступала на климатической конференции COP21 (KC21) в Париже, в 2015-ом году. Там она выступала с речами и демонстрациями.

## Дискография

### Студийные альбомы
| Название                   | Информация                                                                                         |
| -------------------------- | -------------------------------------------------------------------------------------------------- |
| White/Čeaskat              | - Релиз: 2007 - Лейбл: DAT - Формат: CD, стриминговые площадки                                     |
| Áššogáttis (By the Embers) | - Релиз: 14 января 2009 года - Лейбл: Caprice Records - Формат: CD, стриминговые площадки          |
| Áhpi (Wide as Oceans)      | - Релиз: 2013 - Лейбл: Songs to Arvas - Формат: Винил, LP, CD, стриминговые площадки               |
| ORDA – This is my land     | - Релиз: 8 апреля 2016 года - Лейбл: Songs to Arvas - Формат: Винил, LP, CD, стриминговые площадки |
| Lávv u                     | - Релиз: 19 марта 2021 года - Лейбл: Songs to Arvas - Формат: WAV, стриминговые площадки           |

## Внешние ссылки
- Официальный сайтСофия Яннок:  - Медиафайлы на Викискладе
  - Портал «Швеция»
  - Портал «Музыка»
  - Проект «Швеция»
  - Проект «Музыка»